# Beffu-et-le-Morthomme
Beffu-et-le-Morthomme  là một xã ở tỉnh Ardennes, thuộc vùng Grand Est ở phía bắc nước Pháp.